# Las manos sobre la ciudad
Las manos sobre la ciudad (en italiano, Le mani sulla città) es una película dramática italiana de 1963 dirigida por Francesco Rosi. Una película de compromiso civil, es una denuncia despiadada de la corrupción y la construcción de especulaciones en la Italia de los años sesenta. El título de la película es significativa, que dice: "Los personajes y los hechos que se narran son imaginarios, pero la realidad social y ambiental que les produce es auténtica".

## Argumento
Nápoles. Edoardo Nottola, empresario constructor rico y sin escrúpulos y regidor municipal en las filas de un partido de derechas que gobierna la ciudad (referencia al Partido Democrático Italiano de Unidad Monárquica de Achille Lauro) ilustra a sus colaboradores el nuevo proyecto de expansión del edificio municipal en contraste con el plan regulador. Mientras tanto, sin embargo, las obras de la empresa Nottola en un barrio obrero provocan el colapso de un edificio, en el que mueren dos personas y un niño pierde las piernas. Este incidente provoca las protestas del regidor de la ciudad De Vita que, en nombre del partidos de la oposición, pide el establecimiento de una comisión de investigación para investigar la especulación constructiva en la ciudad, el trabajo de la que, sin embargo, acabará en un punto muerto.
Nottola no está satisfecho, porque el clamor relacionado con los acontecimientos del colapso amenaza con dificultar su negocio; entonces pide a su líder del grupo Maglione que lo silencie aunque propone que la zona donde se produjo el colapso sea declarada insegura. La orden de evacuación de los habitantes provoca graves disputas y un choque intenso entre De Vita y Nottola. Preocupado por los efectos que podrían tener estos hechos en las próximas elecciones, Maglione intenta obligar Nottola no presentarse, pero esto anularía el plan del consejero-constructor de convertirse en consejero de edificación. Así, Nottola convence a algunos consejeros que abandonen el grupo de derechas y participen con él en las listas centrales lideradas por el profesor De Angelis, que obtiene un excelente resultado electoral.
A pesar de haberse convertido nuevo alcalde y de que necesita el apoyo de Maglione y de su grupo en el consistorio, que afirma que Nottola no tiene el escaño de concejal al que optaba, el nuevo alcalde convence a Maglione de no explotar la alianza política necesaria en nombre de una cuestión personal que perjudicaría todos, y esa pacificación anula la oposición del consejero De Vita, que también había llevado a algunos consejeros de De Angelis a su lado en nombre la protección moral del consejo municipal. Al final, Nottola y el alcalde De Angelis presiden la inauguración del nuevo proyecto de expansión de la ciudad en presencia de un ministro y un cardenal. 

## Reparto
- Rod Steiger - Edoardo Nottola
- Salvo Randone - De Angeli
- Guido Alberti - Maglione
- Angelo D'Alessandro - Balsamo
- Carlo Fermariello - De Vita

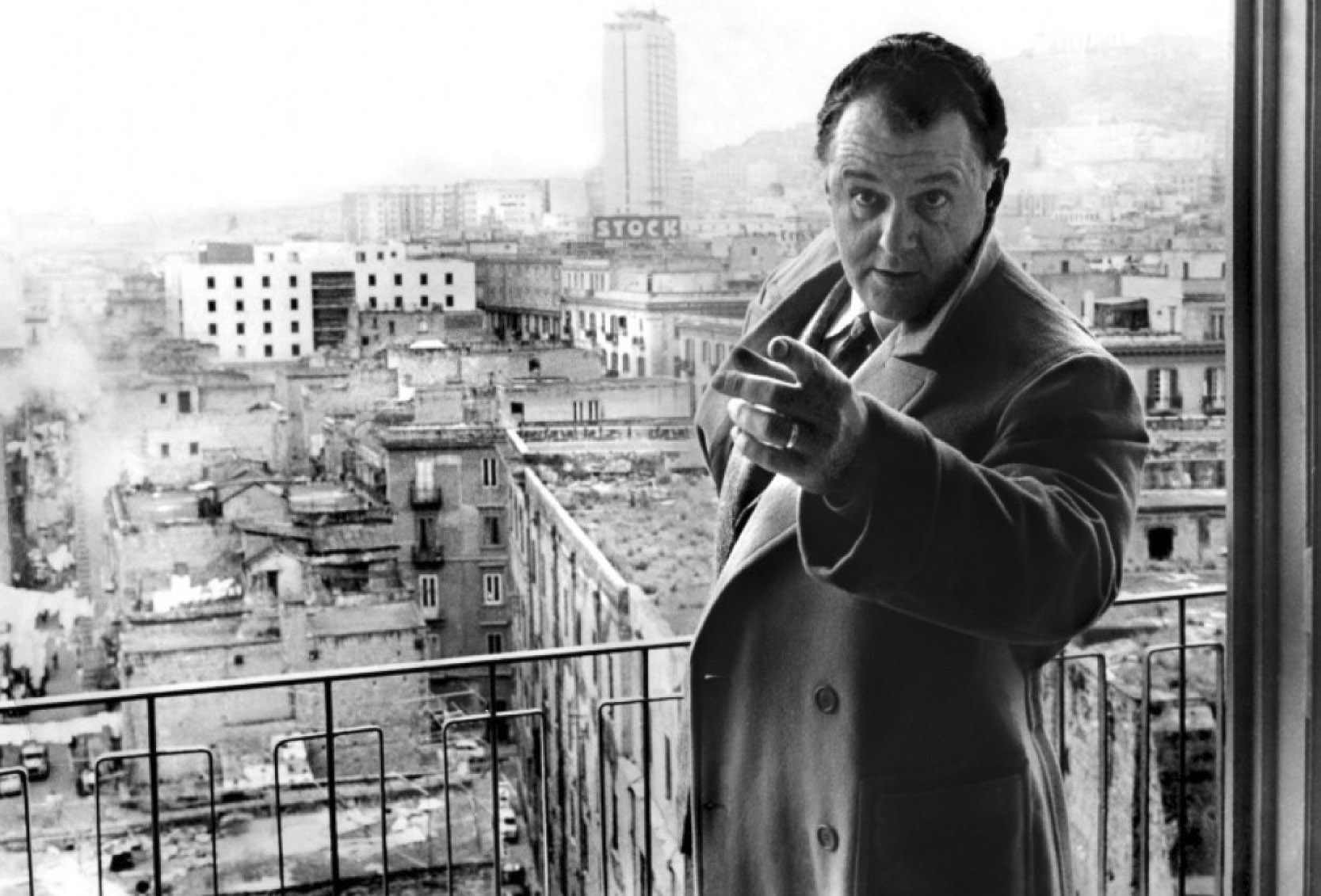
Rod Steiger en un fragmento de la película

- Marcello Cannavale - Amigo de Nottola
- Alberto Canocchia - Amigo de Nottola
- Gaetano Grimaldi Filioli - Amigo de Nottola
- Dante Di Pinto - presidente de la comisión de investigación
- Dany Paris - Amante de Maglione
- Alberto Amato - regidor
- Franco Rigamonti - Regidor
- Terenzio Cordova - Inspector
- Vincenzo Metafora - Alcalde

## Producción
En la película Renzo Farinelli, editor en jefe de Avanti! de Roma, hace el papel de Antonio Caldoro, por aquel entonces líder del grupo socialista al consejo municipal de Nápoles, mientras que para el papel del consejero de la oposición De Vita, Rosi utilizó el sindicalista, por entonces senador del PCI, Carlo Fermariello.
Para las escenas que tiene lugar eb el juzgado, en los papeles de periodistas acreditatos en las audiencias, Rosi no quería simples figurantes, pero pidió en los periodistas reales -algunos incluso críticso de cine conocidos de la época- que vestían de etiqueta.

## Premios y distinciones
Festival Internacional de Cine de Venecia
| Año  | Categoría   | Resultado |
| ---- | ----------- | --------- |
| 1963 | León de Oro | Ganador   |